# Paphiopedilum littleanum
Paphiopedilum littleanum là một loài thực vật có hoa trong họ Lan. Loài này được (auct.) Rolfe mô tả khoa học đầu tiên năm 1896.